# Żachta
Żachta – wieś w Polsce położona w województwie łódzkim, w powiecie piotrkowskim, w gminie Wola Krzysztoporska.
W latach 1975–1998 miejscowość administracyjnie należała do województwa piotrkowskiego.
Wieś Rzachta powstała w II połowie XVI wieku, kiedy właścicielem dóbr Gomulin był Stanisław Gomoliński.
Wierni kościoła rzymskokatolickiego należą do parafii św. Mikołaja w Gomulinie.